# Jens Munk NordvestXpeditionen
Jens Munk NordvestXpeditionen er en dansk film fra 2015, filmen er instrueret af Ole Japp.

## Medvirkende
- Ole Japp som Jens Munk
- Gorm Bull Sarning som Kong Christian IV
- Troels II Munk som Ahlgren
- Steffen Nielsen som Ejholm (kongens rådgiver)
- Claus Flygare som Trepholm (kongens rådgiver)
- Simon Eilenberger Christensen som Erik Munk
- Jakob Martini Jørgensen som Hans Brok
- Torben Taunus som Erik Hansen
- Iben Marie Miller som Karen Tagensdatter
- Brian Patterson som William Gourdon
- Christopher Dane som John Watson

## Eksterne Henvisninger
- Jens Munk NordvestXpeditionen på Internet Movie Database (engelsk)
- Jens Munk NordvestXpeditionen på Filmdatabasen
- Jens Munk NordvestXpeditionen på Scope